# Hořec
Hořec (Gentiana) je rod rostlin z čeledi hořcovitých. Jsou to byliny s jednoduchými, vstřícnými nebo přeslenitými listy a nápadnými květy. Květy jsou modrofialové, modré, purpurové, žluté nebo bílé, nejčastěji zvonkovitého tvaru. Listy mají charakteristickou souběžnou žilnatinu. Rod zahrnuje asi 360 druhů a je rozšířen zejména v mírném pásu severní polokoule a v horských oblastech. Největší počet druhů roste v Číně. Několik druhů se vyskytuje i v Austrálii a Jižní Americe. V České republice roste 7 původních druhů a jeden vysazený.
Hořce mají význam zejména jako skalničky a okrasné rostliny. Některé druhy náležejí mezi léčivé rostliny, zejména evropský hořec žlutý a některé asijské druhy. Hlavními obsahovými látkami jsou hořčiny.

## Popis
Hořce jsou vytrvalé nebo řidčeji jednoleté či dvouleté byliny s vystoupavou až přímou lodyhou. Lodyhy jsou duté nebo plné, olistěné a většinou nevětvené. Oddenek bývá zkrácený, plazivý, tlustý nebo tenký, vícehlavý. Listy jsou jednoduché, lysé, vstřícné nebo řidčeji přeslenité, u některých druhů uspořádané v přízemní růžici. Žilnatina je nejčastěji souběžná, tvořená 1 až 5 hlavními žilkami jdoucími od báze k vrcholu listu. Květy jsou oboupohlavné, převážně pětičetné, řidčeji pouze čtyřčetné nebo naopak až osmičetné, jednotlivé nebo uspořádané ve víceramenných vrcholících. Květenství jsou u některých druhů hlávkovitě stažená. Květy jsou nejčastěji modrofialové nebo modré, některé druhy však mají květy žluté, nachové nebo i bílé. Kalich je pravidelný nebo dvoustranně souměrný, mělce nebo hluboce členěný ve vejčité až nitkovité kališní cípy. Koruna je trubkovitá, zvonkovitá, nálevkovitá, baňkovitá, kuželovitá nebo miskovitá, zpravidla s dlouhou korunní trubkou a krátkými cípy. Výjimkou je např. alpský hořec žlutý, který má korunu členěnou až téměř k bázi a rozestálé korunní cípy. Tyčinky jsou zanořené v korunní trubce. Semeník je srostlý ze dvou plodolistů a obsahuje 2 komůrky s mnoha vajíčky. Čnělka je obvykle krátká, řidčeji dlouhá a nitkovitá, zakončená volnými nebo srostlými bliznovými laloky. Plodem je mnohasemenná tobolka. Plody jsou zpravidla válcovité nebo vřetenovité, u některých druhů s podélnými křídly. Semena jsou drobná, bezkřídlá nebo křídlatá, s drsným, síťkovaným povrchem.

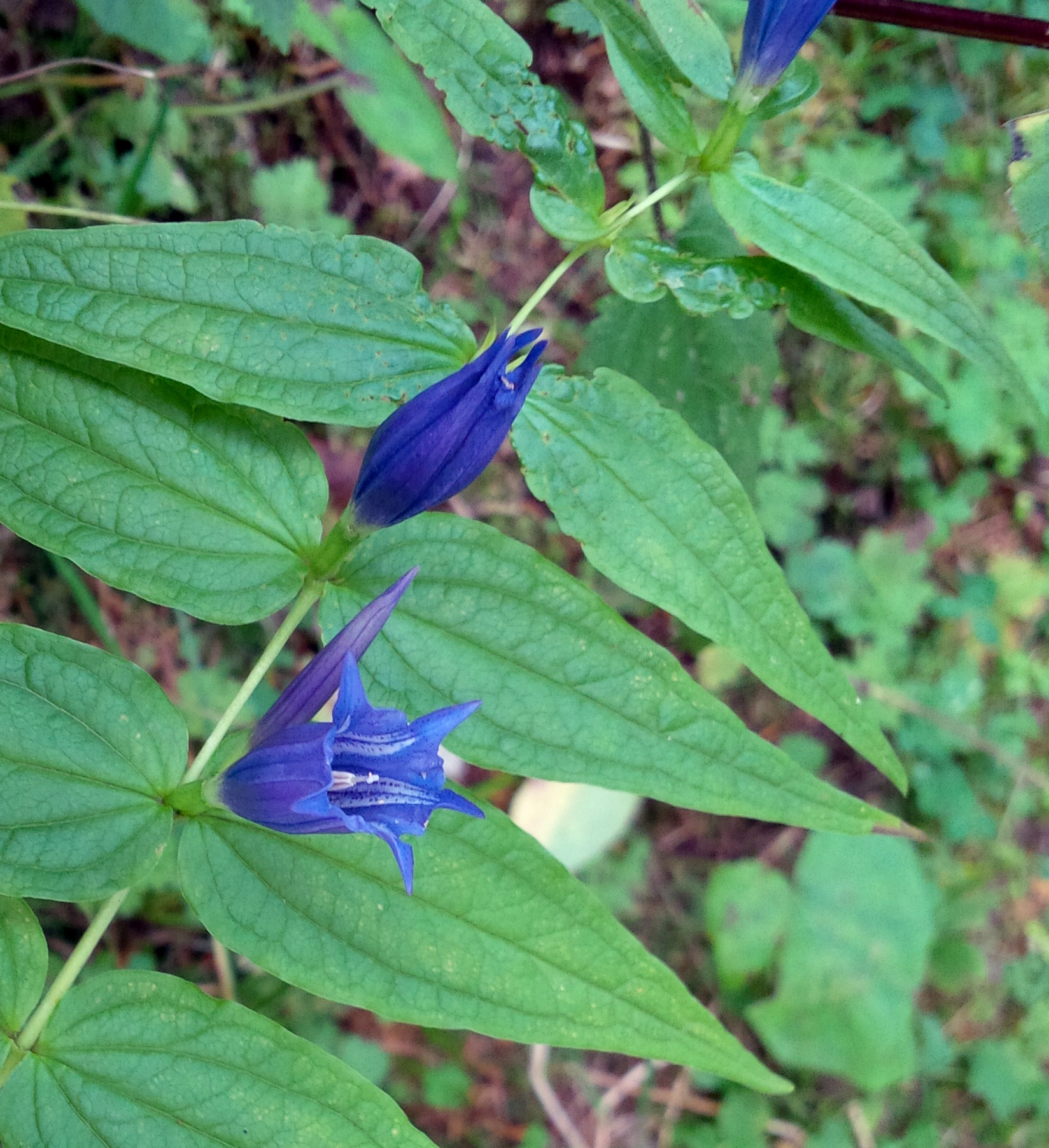
Hořec tolitovitý - listy s charakteristickou žiílnatinou
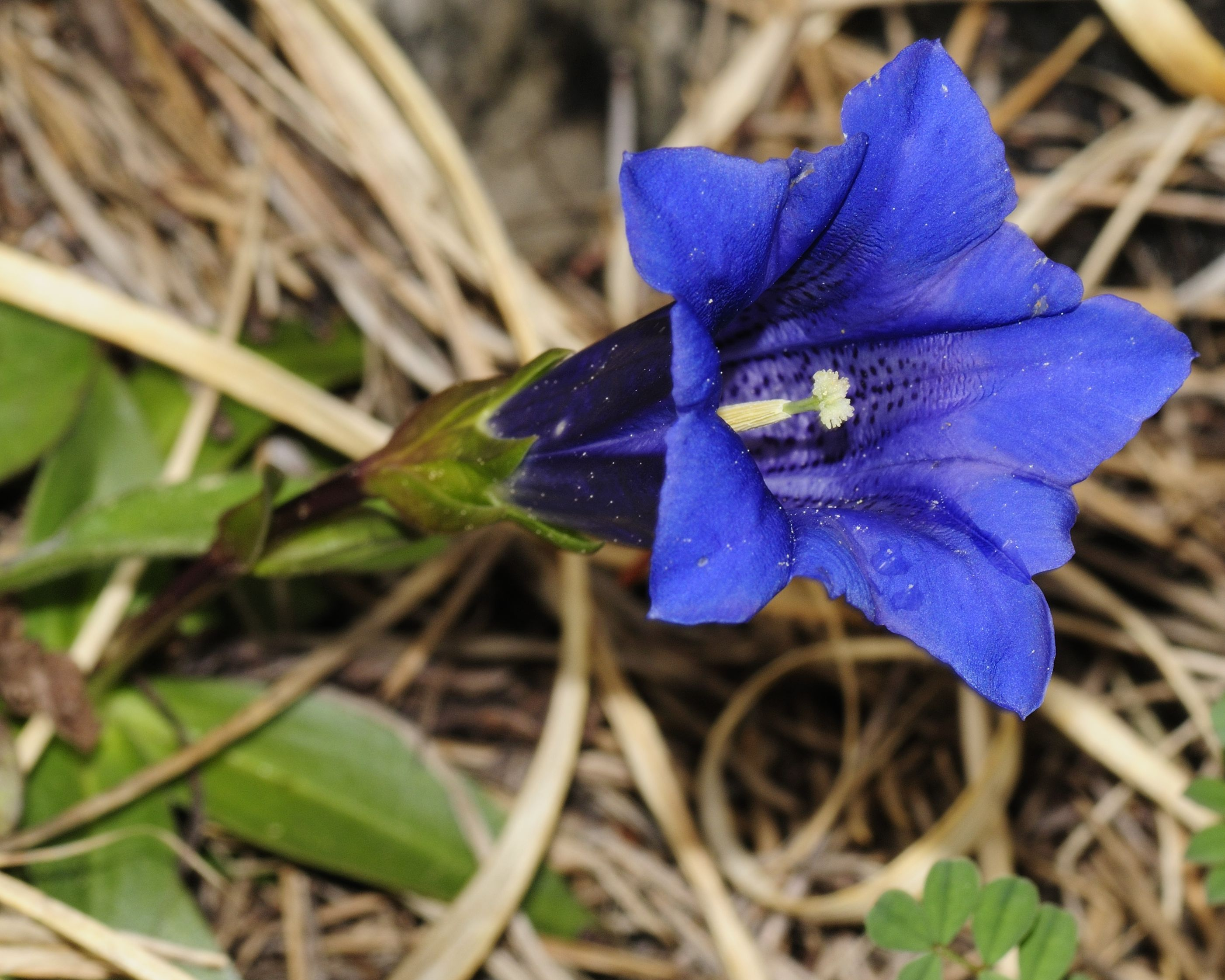
Květ hořce Clusiova
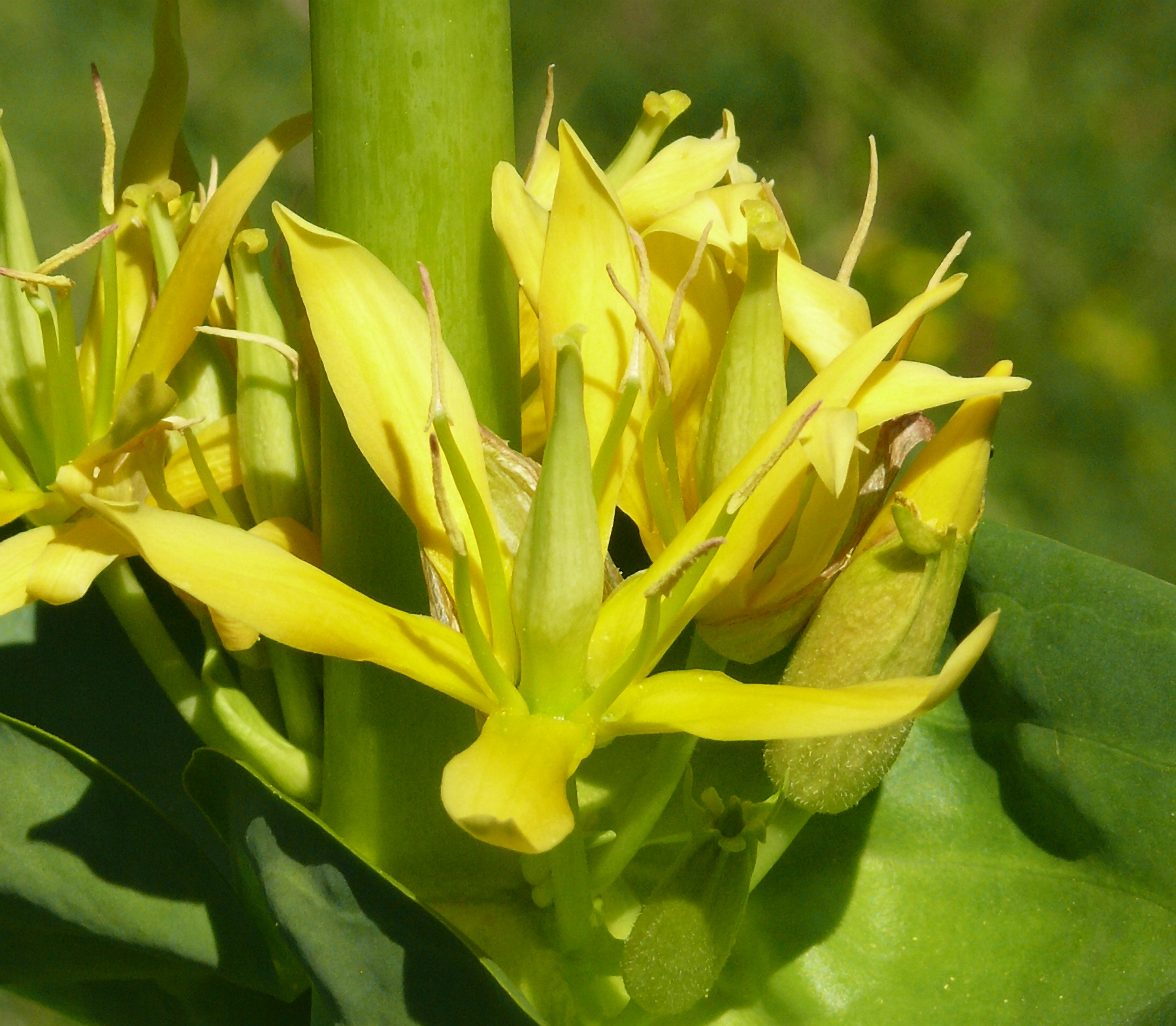
Květ hořce žlutého
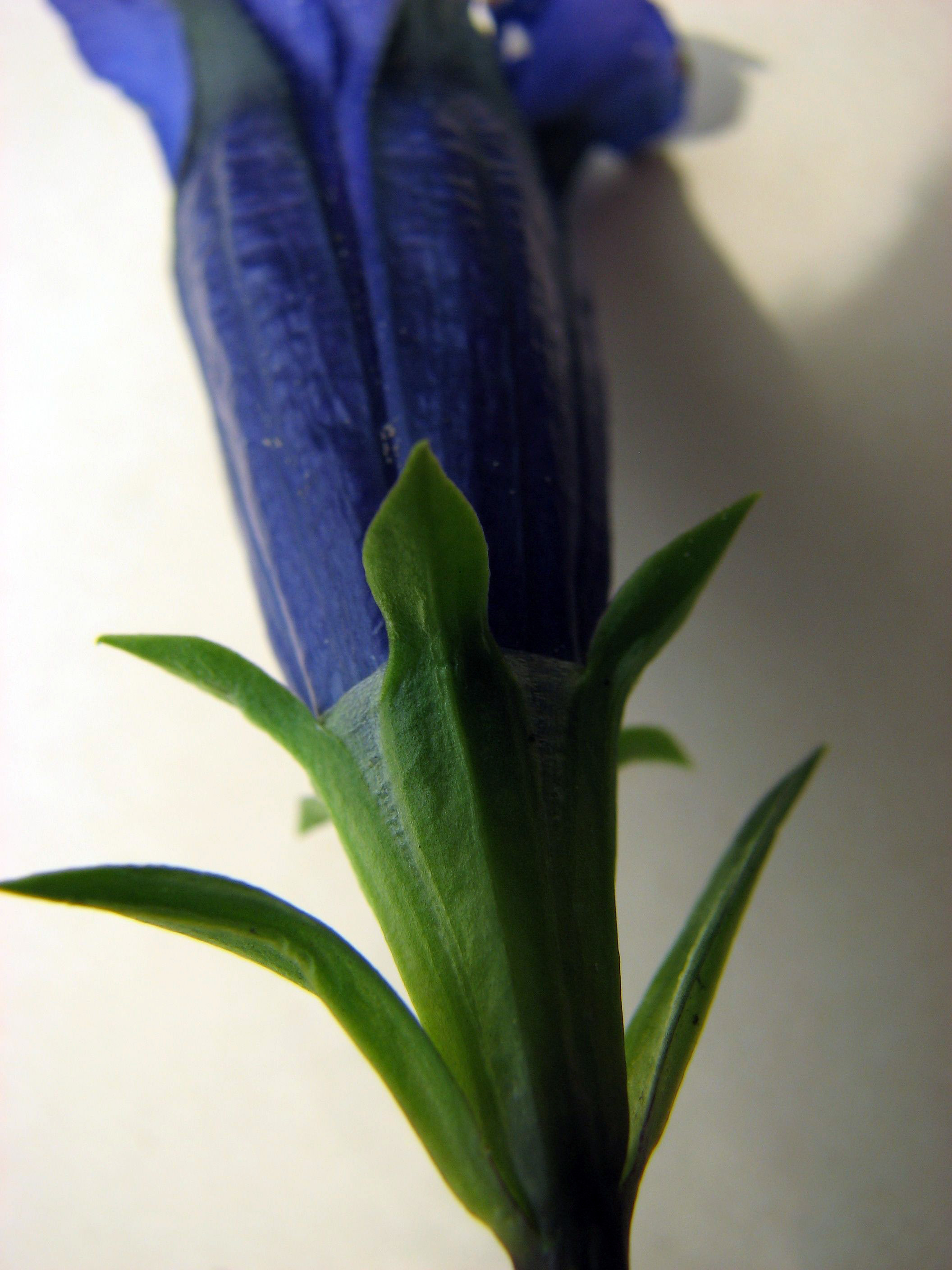
Detail kalicha hořce bezlodyžného

## Rozšíření
Rod hořec zahrnuje asi 360 druhů. Je to největší rod čeledi hořcovité. Je rozšířen s různou četností téměř po celém světě, zejména v mírném pásu a ve vyšších polohách. Těžiště druhové diverzity je v Asii, kde se vyskytuje 312 druhů. Největší počet druhů je soustředěn v horách jihozápadní Číny a přilehlé oblasti Myanmaru, kde roste 190 druhů, z toho 98 endemických. V Evropě roste 27 druhů, z toho 17 endemických. Jsou soustředěny zejména v Alpách, Pyrenejích a Karpatech. V Severní a Střední Americe roste 35 druhů, v Jižní Americe 3 druhy. Výskyt v Africe je omezen na Maroko (2 druhy). V Austrálii rostou na omezených územích ve východní části kontinentu 2 druhy.
Většina druhů hořce roste ve vyšších horských polohách v nadmořských výškách nad 1000 metrů. Druh Gentiana urnula vystupuje v Himálaji až do výšky 6000 metrů.

### Hořce v České republice
Z České republiky je uváděno celkem 8 druhů hořců, z toho 7 původních. Většinou se jedná o horské druhy. V severních pohraničních horách roste hořec tolitovitý (Gentiana asclepiadea), na Šumavě hořec panonský (G. pannonica), v Hrubém Jeseníku hořec tečkovaný (G. punctata). V některých našich pohořích byl vysazen mohutný, žlutě kvetoucí hořec žlutý (G. lutea), pocházející z Alp, Pyrenejí a některých dalších evropských pohoří. V Krkonoších a Hrubém Jeseníku byl vysazen též hořec panonský. V Bílých Karpatech se v minulosti velmi vzácně vyskytoval hořec bezlodyžný (G. acaulis), který zde kolem roku 1970 vyhynul a později byl na jedné historické lokalitě opět vysazen. Na pokraji vyhynutí je v České republice i drobný druh hořec jarní (G. verna), který se dochoval pouze v Hrubém Jeseníku a na jedné lokalitě u Strakonic. Zbývající dva druhy hořců rostou v ČR spíše v nižších polohách. Hořec křížatý (G. cruciata) je vysloveně teplomilná a vápnomilná rostlina s těžištěm výskytu v Českém Středohoří a na jižní a jihovýchodní Moravě. Hořec hořepník (G. pneumonanthe) je druh vlhkých luk a pastvin. V minulosti byl poměrně hojný, dnes se již vyskytuje jen vzácně.

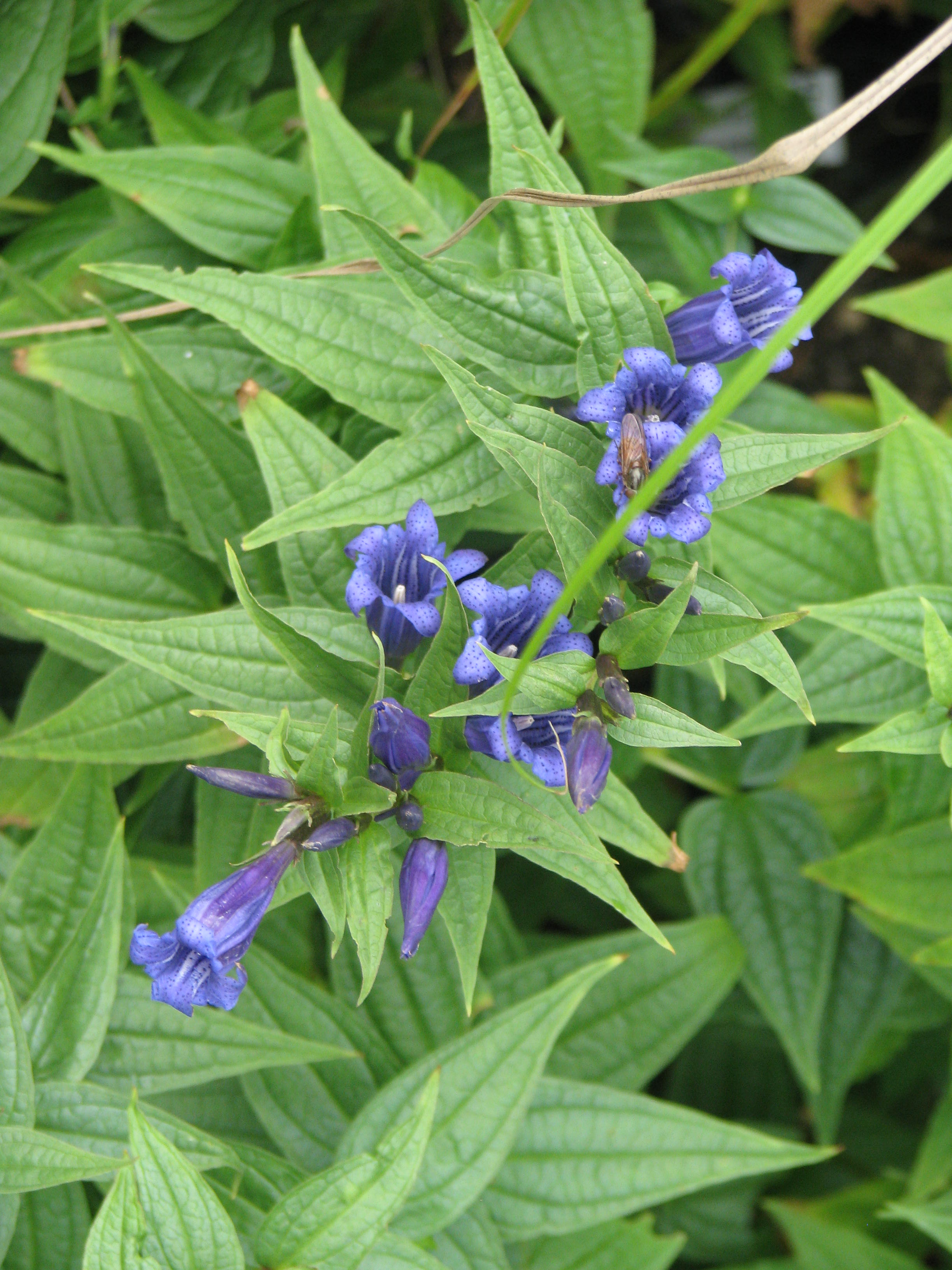
Hořec tolitovitý
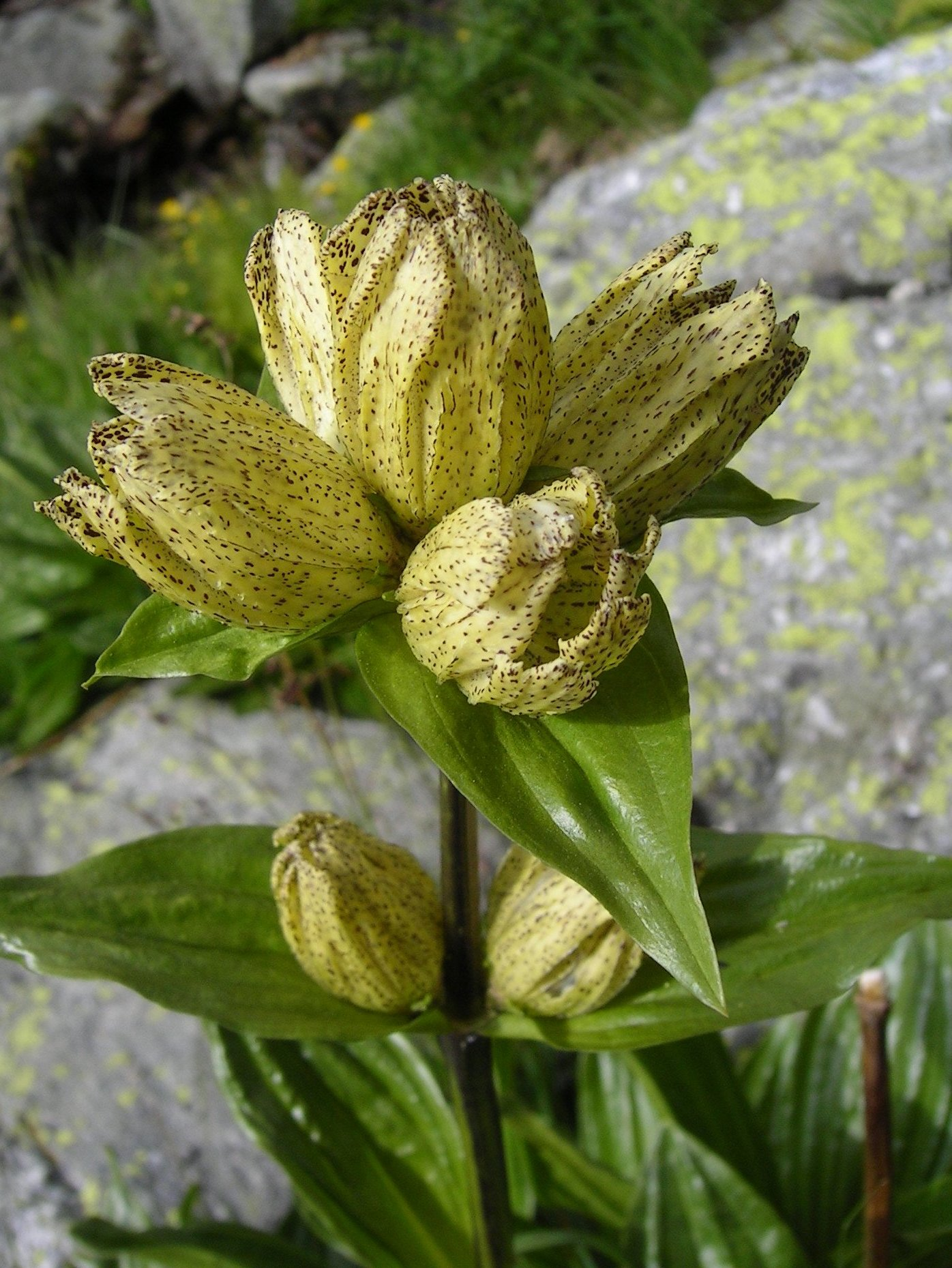
Hořec tečkovaný
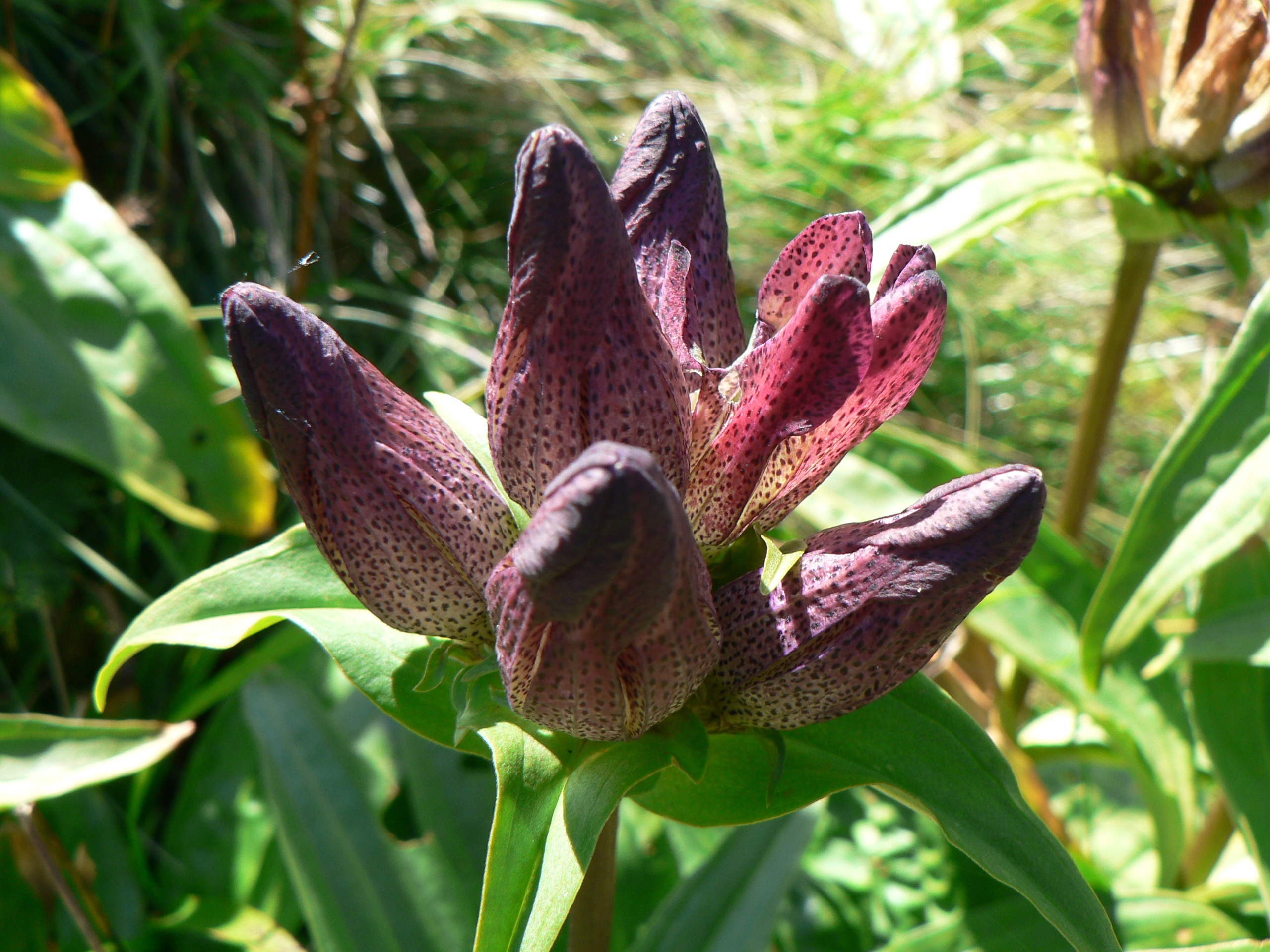
Hořec panonský
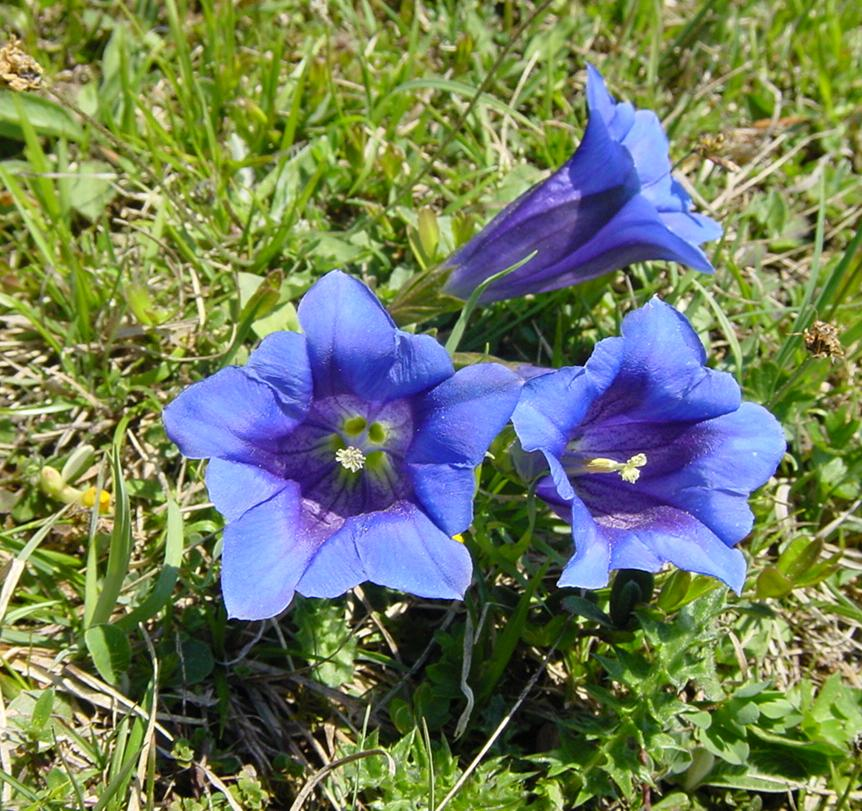
Hořec bezlodyžný
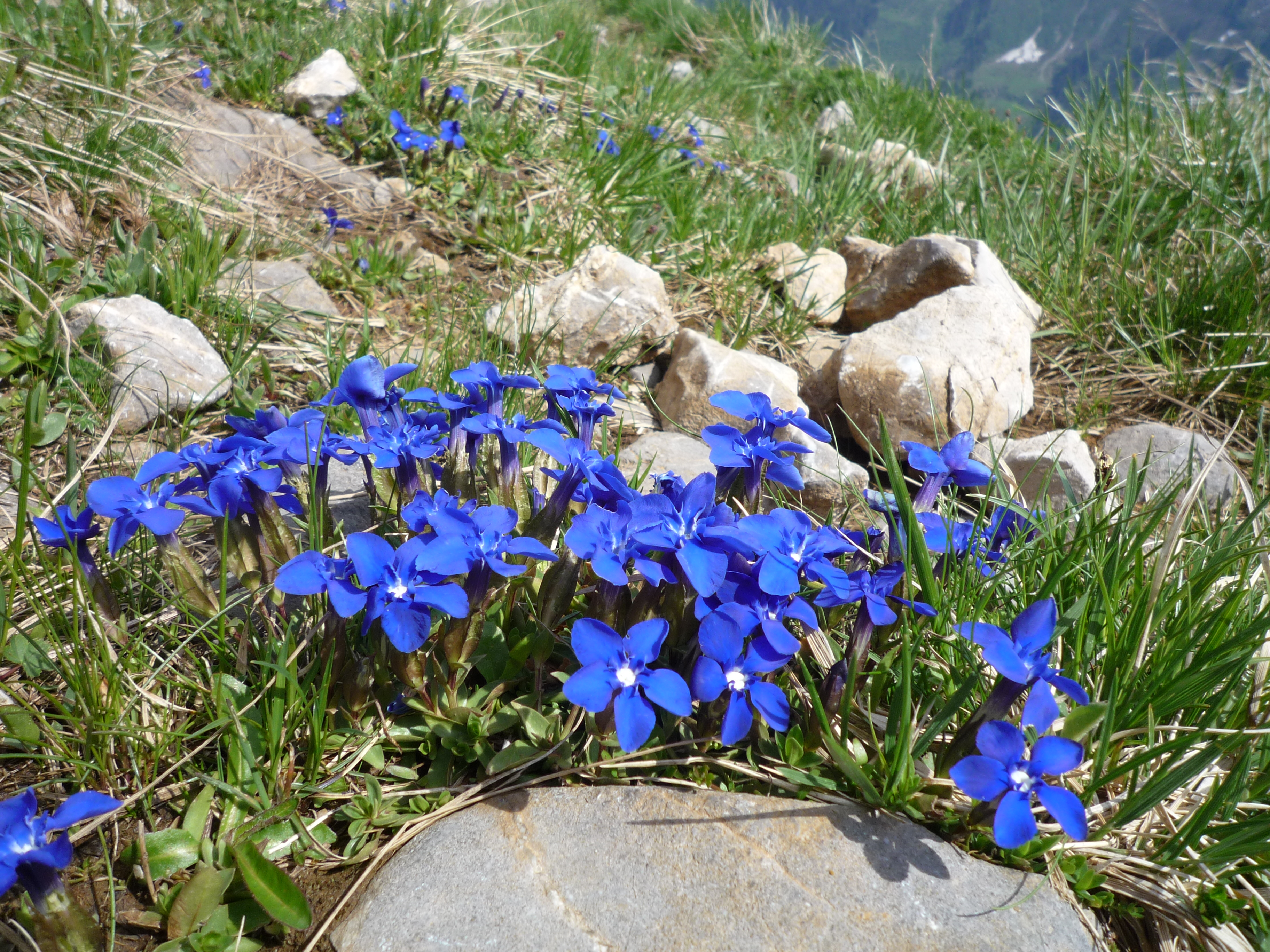
Hořec jarní
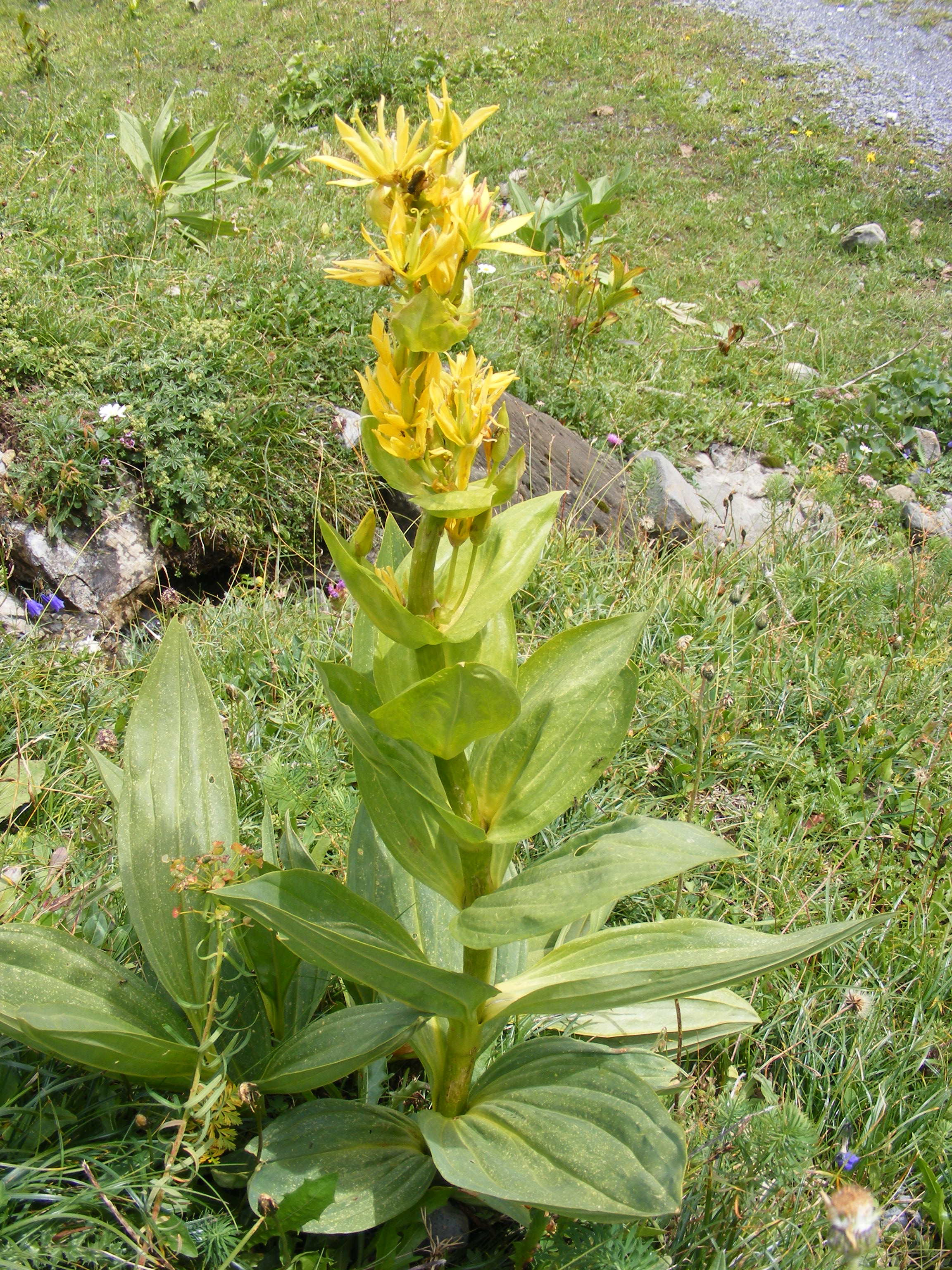
Hořec žlutý
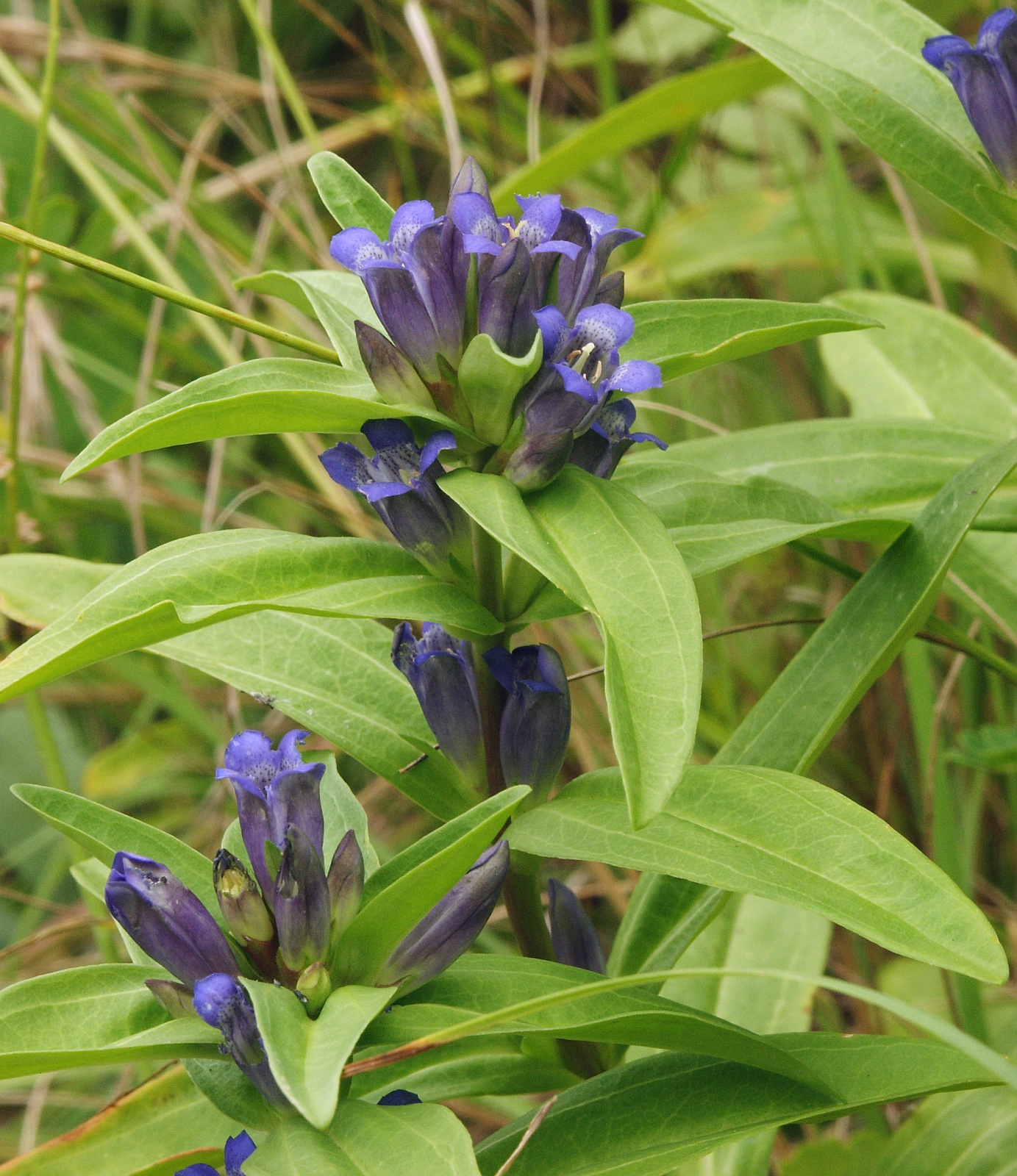
Hořec křížatý
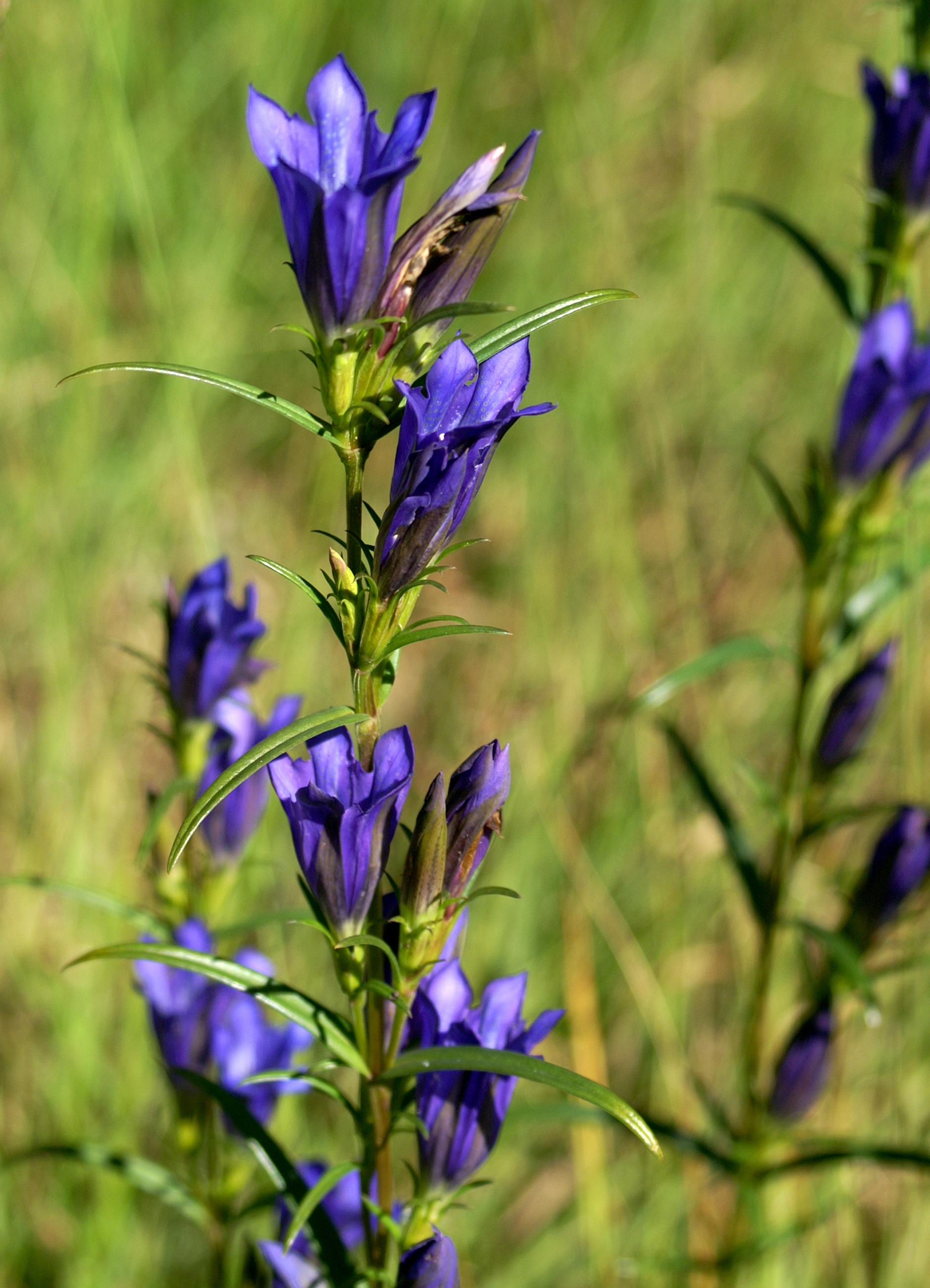
Hořec hořepník

### Hořce na Slovensku
Mimo druhů rostoucích i v ČR se na Slovensku vyskytuje několik horských a vysokohorských druhů, mezi nimi hořec Clusiův (G. clusii), hořec chladnomilný (G. frigida) a hořec sněžný (G. nivalis). Z českých druhů se zde naopak nevyskytuje hořec panonský a hořec bezlodyžný.

### Alpské hořce
Z Alp je uváděno okolo 26 druhů hořců.
Z mohutnějších druhů roste téměř v celých Alpách nápadný hořec žlutý (G. lutea), dále hořec tečkovaný (G. punctata) a hořec tolitovitý (G. asclepiadea). Ve východní části Alp roste též hořec panonský (G. pannonica), v západní části hořec nachový (G. purpurea) a na jihozápadě žlutě kvetoucí druh Gentiana villarsii. Z útlejších druhů náleží mezi rozšířené druhy hořec hořepník (G. pneumonanthe), hořec sněžný (G. nivalis), hořec křížatý (G. cruciata), hořec bezlodyžný (G. acaulis) a hořec Clusiův (G. clusii), další druhy pak mají omezenější areály výskytu. Vyskytuje se zde také celá řada drobnějších a navzájem často dosti podobných druhů, jako je hořec jarní (G. verna), hořec okrouhlolistý (G. orbicularis), hořec bavorský (G. bavarica) nebo hořec krátkolistý (G. brachyphylla).

## Obsahové látky
Mezi zásadní obsahové látky hořců náležejí zejména monoterpenické hořčiny. V oddenku hořce žlutého je obsažen zejména gentiopikrosid, swertiamarin, swerosid a amarogentin. Nejvíce hořkou složkou je amarogentin. Dále je obsažen alkaloid gentiosid, xanthony, stopy silice aj. Podobné látky jsou obsaženy i v asijském druhu Gentiana scabra, který však neobsahuje amarogentin.

Hořčina amarogentin
Hořčina gentiopikrosid

## Taxonomie
Taxonomické vymezení rodu Gentiana bylo v minulosti dosti neustálené. Někteří taxonomové pojímali rod široce a zahrnovali do něj i ostatní blízce příbuzné rody (Gentianella, Gentianopsis aj.). Jiní upřednostňovali úzké pojetí, které v extrémní podobě redukovalo rod Gentiana pouze na 5 druhů z nominátní sekce, zatímco ostatní druhy byly rozčleněny až do 12 nově založených rodů. Z českých autorů toto pojetí zastával např. Holub. Úzké pojetí je použito i v Dostálově díle Nová květena ČSSR. V pojetí které mezi taxonomy nakonec převládlo bylo mimo rodu Gentiana uznáváno dalších 7 blízce příbuzných rodů: Gentianella, Gentianopsis, Comastoma, Crawfurdia, Tripterospermum, Pterygocalyx a Megacodon. Toto pojetí bylo upřednostněno např. v díle Flora Europaea, ve Flóře Číny aj. a v souladu s ním je i taxonomie hořců v Květeně ČR.
Rod je členěn do 15 sekcí (Ho & Liu, 1990).

## Zástupci
- hořec alpský (Gentiana alpina)
- hořec altajský (Gentiana altaica)
- hořec Andrewsův (Gentiana andrewsii)
- hořec bavorský (Gentiana bavarica)
- hořec bílý (Gentiana alba)
- hořec Boissierův (Gentiana boissieri)
- hořec Burserův (Gentiana burseri)
- hořec Clusiův (Gentiana clusii)
- hořec čárkovitý (Gentiana linearis)
- hořec dahurský (Gentiana dahurica)
- hořec drobný (Gentiana pumila)
- hořec drsný (Gentiana scabra)
- hořec Froelichův (Gentiana froelichii)
- hořec hořepník (Gentiana pneumonanthe)
- hořec chladnomilný (Gentiana frigida)
- hořec Jamesův (Gentiana jamesii)
- hořec japonský (Gentiana nipponica)
- hořec jarní (Gentiana verna)
- hořec Kaufmannův (Gentiana kauffmanniana)
- hořec krátkolistý (Gentiana brachyphylla)
- hořec křížatý (Gentiana cruciata)
- hořec lagodešský (Gentiana lagodechiana)
- hořec Lawrencův (Gentiana lawrencei)
- hořec ligurský (Gentiana ligustica)
- hořec nachový (Gentiana purpurea)
- hořec okrouhlolistý (Gentiana orbicularis)
- hořec Olivierův (Gentiana olivieri)
- hořec ozdobný (Gentiana sino-ornata)
- hořec panonský (Gentiana pannonica)
- hořec podivný (Gentiana paradoxa)
- hořec poléhavý (Gentiana decumbens)
- hořec přitisklý (Gentiana depressa)
- hořec pyrenejský (Gentiana pyrenaica)
- hořec rozprostřený (Gentiana prostrata)
- hořec sedmiklaný (Gentiana septemfida)
- hořec sikkimský (Gentiana sikkimensis)
- hořec sivý (Gentiana glauca)
- hořec sněžný (Gentiana nivalis)
- hořec šestilistý (Gentiana hexaphylla)
- hořec štětinatý (Gentiana setigera)
- hořec tečkovaný (Gentiana punctata)
- hořec tibetský (Gentiana tibetica)
- hořec tolitovitý (Gentiana asclepiadea)
- hořec triglavský (Gentiana terglouensis)
- hořec trojkvětý (Gentiana triflora)
- hořec trubkokvětý (Gentiana tubiflora)
- hořec úzkolistý (Gentiana angustifolia)
- hořec Veitchův (Gentiana veitchiorum)
- hořec velkolistý (Gentiana macrophylla)
- hořec vlnatý (Gentiana villosa)
- hořec zdobný (Gentiana ornata)
- hořec žlutý (Gentiana lutea)[6][7][11][12][13]

## Význam
Některé druhy hořců jsou pěstovány jako okrasné rostliny, zejména hořec tolitovitý, který místy (např. v Průhonickém parku) i zplaňuje. Četné druhy jsou pěstovány jako skalničky.
Hořec žlutý je používán jako léčivá rostlina a slouží v výrobě hořkých likérů. K těmto účelům se i pěstuje. Používanou částí je oddenek, který má silně hořkou chuť. Podává se zejména při různých trávicích potížích a slabé činnosti jater a žlučníku. Zevně se aplikuje na nehojící se rány. Někdy se pěstují i jiné hořce, zejména hořec panonský a hořec tečkovaný. Himálajský druh Gentiana kurroo je využíván v tradiční indické medicíně. Rovněž v místní medicíně dalších asijských zemí jsou hořce využívány, např. v Číně, Mongolsku, Koreji aj.

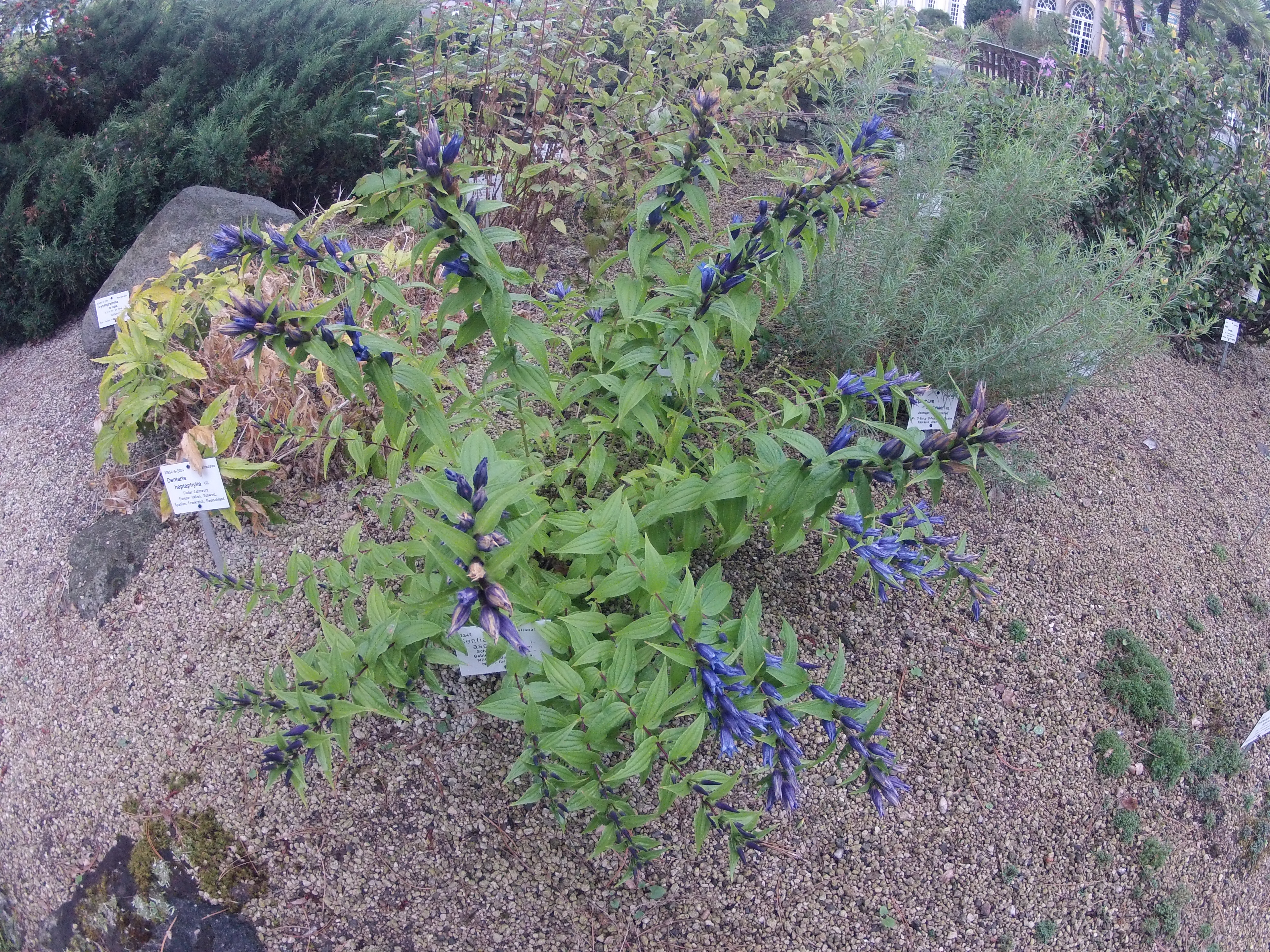
Hořec tolitovitý v botanické zahradě
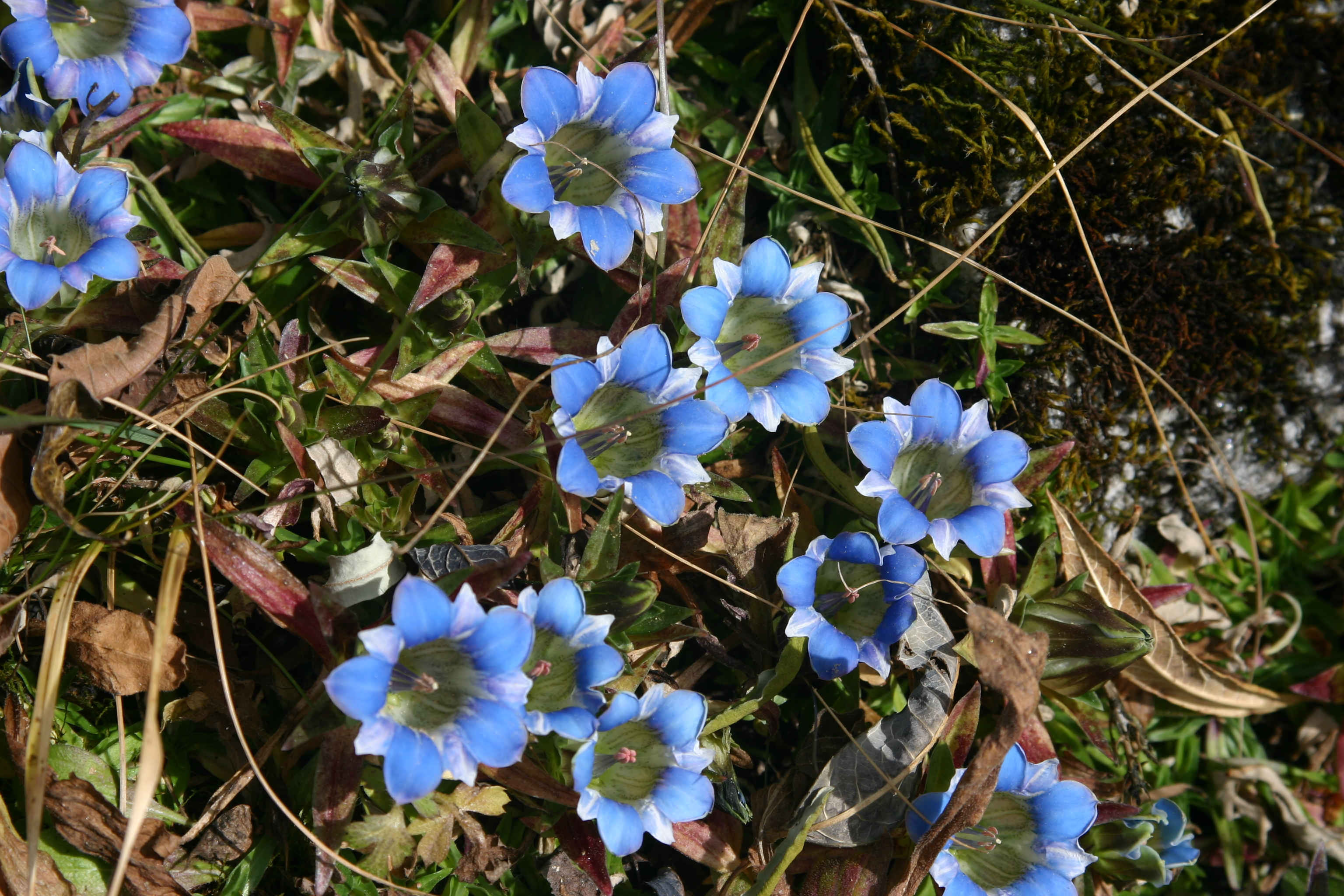
Zajímavě kvetoucí Himálajský druh Gentiana depressa
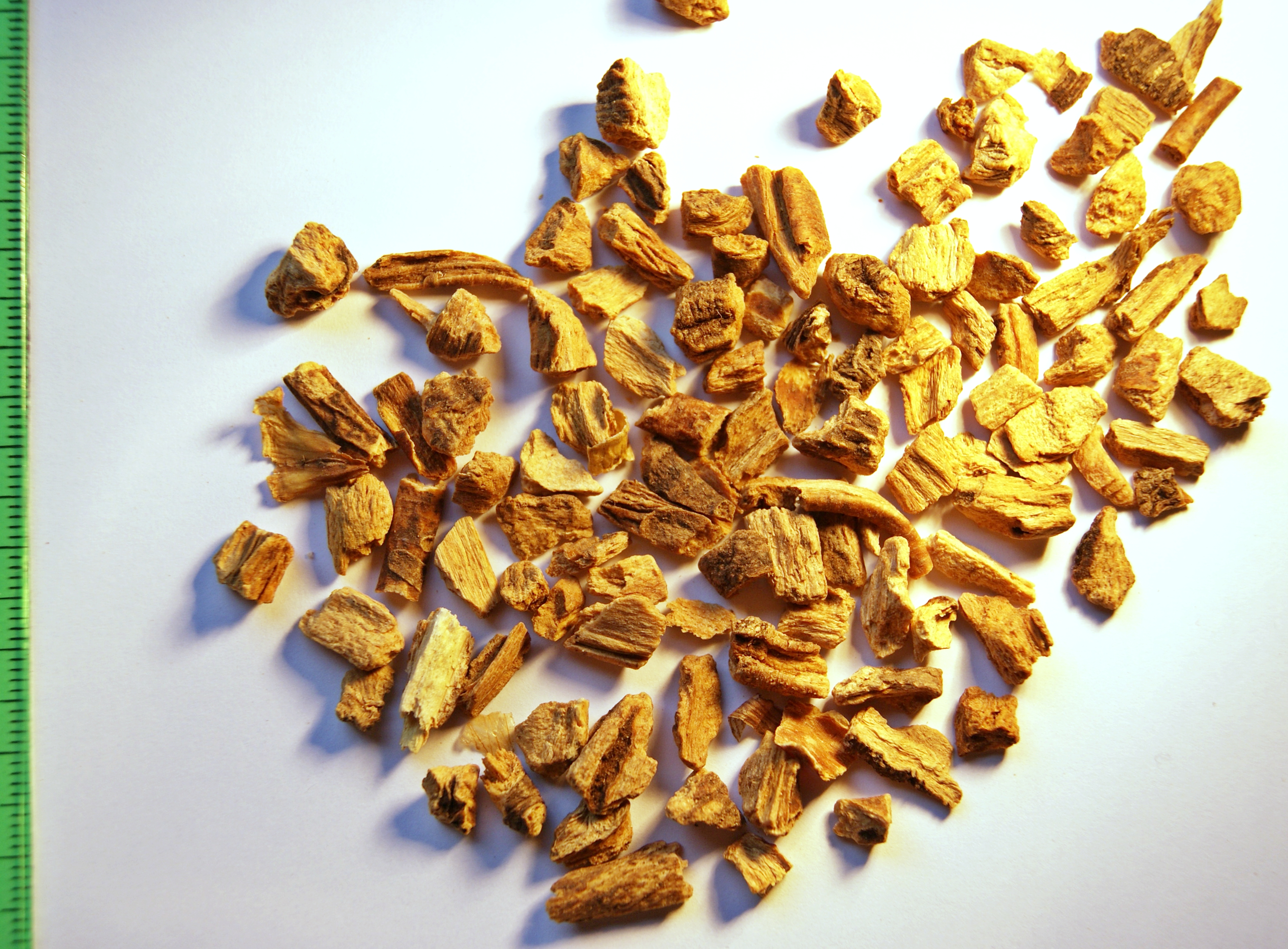
Sušený drcený oddenek hořce žlutého
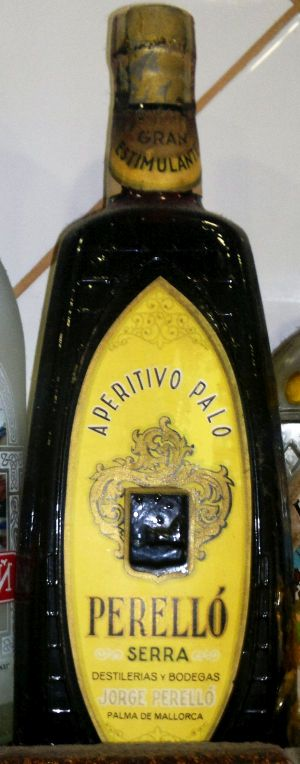
Tradiční likér z Malorky s hořcem žlutým